# Sagittaria trifolia
Sagittaria trifolia là một loài thực vật có hoa trong họ Alismataceae. Loài này được L. miêu tả khoa học đầu tiên năm 1753.